# Eberhard Stechow
Eberhard Stechow (* 21. März 1883 in Berlin; † 11. August 1959 in Planegg) war ein deutscher Zoologe und Spezialist für die Gruppe der Hydrozoa, speziell deren heute obsolete Ordnung Hydroidea. Diese entspricht am ehesten der heute verwendeten Unterklasse Hydroidolina.

## Leben
Stechow wuchs in Zitzschewig, heute Stadtteil der sächsischen Stadt Radebeul, im Herrenhaus Hohenhaus auf, das sein Vater Walther Stechow 1885 erworben hatte. Er promovierte 1908 bei Richard von Hertwig in München mit der Dissertation „Beiträge zur Kenntnis von Branchiocerianthus imperator Alm.“ (einer japanischen Hydrozoe). Zur Kenntnis dieser bis dahin weitgehend unerforschten Ordnung veröffentlichte Stechow über 40 wissenschaftliche Arbeiten und beschrieb dabei zahlreiche neue Gattungen und Arten. So schuf er auch die ersten umfassenden Bestimmungstabellen dieser Ordnung und legte besonderen Schwerpunkt auf die phylogenetischen Verwandtschaftsbeziehungen der Arten innerhalb dieses Taxons.
Von 1905 bis 1923 war Stechows Arbeitsplatz die Zoologische Staatssammlung München, wo er als freiwilliger wissenschaftlicher Mitarbeiter beschäftigt war. Am selben Ort war er bis 1927 als Assistent angestellt, von da an als Konservator und ab 1937 als Abteilungsleiter. Nach dem Tod seines Vaters, Generalarzt Dr. Walter Stechow, 1927 erbte Eberhard Stechow das Hohenhaus in Radebeul.
Eigene Forschungsreisen führten ihn in die Mittelmeerländer, nach Westindien und Kalifornien. Aus dem mitgebrachten zoologischen Material baute Stechow in München eine Hydrozoensammlung auf, die er durch Tausch mit anderen Fachkollegen ergänzte. Heute beherbergt diese Sammlung über 1000 in Ethanol konservierte Objekte sowie mehrere tausend Mikropräparate, unter denen sich zahlreiche Typen und Paratypen befinden.
Neben der Hydrozoenkunde, dem Hauptarbeitsgebiet Stechows, beschäftigte er sich mit der ältesten Kulturgeschichte. So war er Herausgeber einer dreiteiligen „Natur- und Kulturgeschichte Litauens“. In seinem letzten Lebensjahrzehnt hat er in erster Linie mit Forschungen in der historischen Geographie befasst.
In Würdigung seiner wissenschaftlichen Verdienste wurde Eberhard Stechow zum Mitglied der Leopoldina – der deutschen Akademie der Naturforscher zu Halle a. S. – und der Akademie gemeinnütziger Wissenschaften zu Erfurt berufen.
Aus der Ehe mit Elsa, geb. Oswald (1881–1937), stammen seine drei Kinder Egmund, Jan und Erdmuthe. Anlässlich des Todes von Stechow 1959 erbte sein bis dahin einziger überlebender Sohn Egmund das Hohenhaus.

## Schriften

### Fachlich
- Hydroidpolypen der japanischen Ostküste. I. Teil: Athecata und Plumularidae. (= Beiträge zur Naturgeschichte Ostasiens; Abhandlungen der Königlich Bayrischen Akademie der Wissenschaften, Supplementband zu den Abhandlungen der Mathematisch-naturwissenschaftlichen Klasse, Suppl. I, Abh. 6). Beck, München 1909, OCLC 191974218.
- Hydroidpolypen der japanischen Ostküste. II. Teil: Campanularidae, Halecidae, Lafoeidae, Campanulinidae und Sertularidae, nebst Ergänzungen zu den Athecata und Plumolaridae. (= Beiträge zur Naturgeschichte Ostasiens; Abhandlungen der Königlich Bayrischen Akademie der Wissenschaften, Supplementband zu den Abhandlungen der Mathematisch-naturwissenschaftlichen Klasse, Suppl. III, Abh. 2). Beck, München 1913, OCLC 773508233.
- Zur Kenntnis der Hydroidenfauna des Mittelmeeres, Amerikas und anderer Gebiete. II. Teil. In: Zoologische Jahrbücher. Systematik. 47 (1), Fischer, Jena 1923, S. 29–270.
- Hydroiden der Deutschen Tiefsee-Expedition. Wissenschaftliche Ergebnisse der Deutschen Tiefsee Expedition auf dem Dampfer „Valdivia“ 1898–1899. Band 27, Fischer, Jena 1925, S. 383–546.
- Ueber skelettbildende Hydrozoen. In: Zoologischer Anzeiger. 169 (9-10), Fischer, Stuttgart 1962, S. 416–428.

### Heimatkundlich
- Eberhard Stechow: Langfassung Chronik Hohenhaus. (PDF) Abgerufen am 11. November 2012.